# Otospermophilus beecheyi
Espèce
Statut de conservation UICN

 LC  : Préoccupation mineure
Le Spermophile de Californie (Otospermophilus beecheyi), aussi appelé Écureuil terrestre de Californie est une espèce de rongeurs de la famille des Sciuridés. Il est commun et facile à observer de l'ouest des États-Unis et du nord du Mexique. 
Son nom latin commémore le naturaliste américain Frederick William Beechey (1796-1856).

## Morphologie

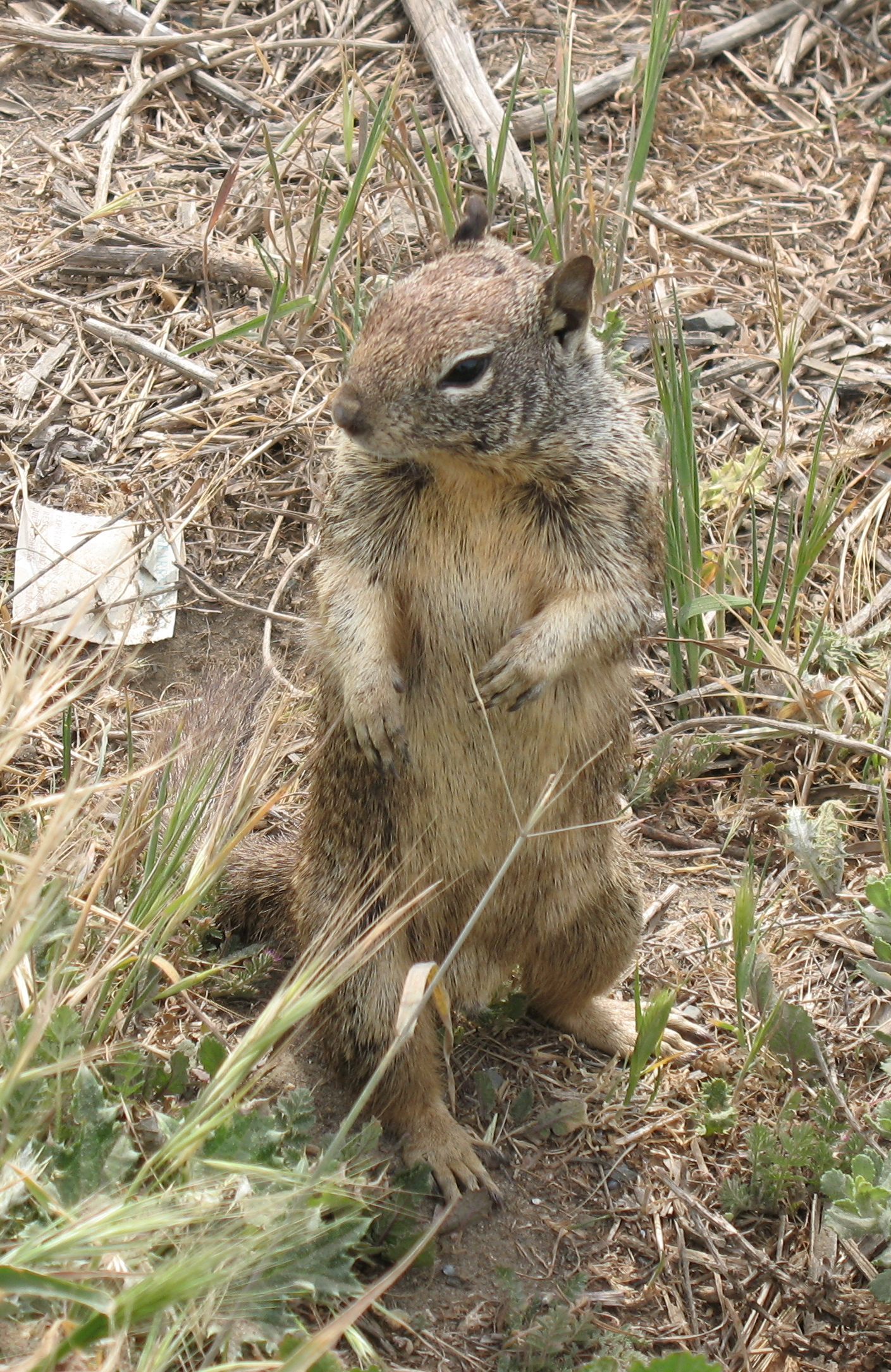
Spermophile de Californie dressé sur ses membres postérieurs.

Les parties supérieures de cet écureuil sont mouchetées, la fourrure est constituée d'un mélange de gris, de brun clair et de poils sombres ; les côtés sont plus clairs, couleur chamois ou jaune-grisâtre. La fourrure autour des yeux est blanchâtre, tandis que celle autour des oreilles est noire. Sa longueur totale varie de 36 à 48 cm ; chez un animal de 45 cm, le corps et la tête mesurent environ 30 cm de long, la queue mesurant 15 cm. La queue est relativement  épaisse, ce qui fait qu'au premier coup d'œil, on pourrait le confondre avec l'écureuil fauve.

## Comportement
Fait typique chez les spermophile, le spermophile de Californie vit dans un terrier qu'il creuse lui-même, constitué de tunnels débouchant sur plusieurs chambres. À l'état sauvage, les écureuils vivent dans un rayon de 25 m autour de leur terrier et ne s'en éloignent que rarement au-delà de 50 m.

### Comportement social
Certains terriers sont occupés collectivement. Lorsqu'ils vivent en contact avec des êtres humains, ces écureuils apprennent vite à venir chercher la nourriture offerte ou abandonnée par des pique-niqueurs. 
Cet écureuil est souvent la proie des crotales. Ils sont aussi chassés par les aigles, des ratons laveurs, des renards roux et des mustélidés. Lors d'une recherche interdisciplinaire de l'université de Californie, conduite depuis les années 1970, on a montré que les écureuils usaient de nombreuses techniques pour réduire la prédation par les crotales. Ainsi, des populations de cet écureuil montraient des niveaux variés d'immunité au venin du crotale. Des femelles avec des petits mâchaient des peaux abandonnées après la mue de crotales, puis léchaient leurs petits (qui ne possèdent de défense contre le venin qu'à partir de l'âge d'un mois) ainsi qu'elles-mêmes afin de dissimuler leurs odeurs. Diverses formes de harcèlement, comme frapper le sol, incite le serpent à agiter sa sonnette, ce qui permet aux écureuils d'apprécier sa taille et sa vivacité (qui dépend généralement de la température du sang du reptile).

## Répartition et habitat
On le trouve dans l'ouest des États-Unis et dans la péninsule de Basse-Californie ; il est commun dans l'Oregon et la Californie, et son aire de répartition s'étend au nord jusqu'à l'État de Washington.
Cet écureuil préfère les zones à végétation basse.

## Taxinomie
Syn : il est souvent nommé dans les documents anciens comme Otospermophilus beecheyi ou Citellus beecheyi.